# Flughafen Gisenyi

i7
i11
i13
Der Flughafen Gisenyi (IATA-Code: GYI, ICAO-Code: HRYG) ist ein Verkehrsflughafen in der Stadt Gisenyi in Ruanda.

## Lage und Verkehrsanbindung
Der Flughafen liegt auf 1549 Meter im WGS-84-Bezugssystem. Er befindet sich nördlich des Kiwusees und südlich der Virunga-Vulkane nahe der Grenze zur Demokratischen Republik Kongo im Distrikt Rubavu der Westprovinz von Ruanda. Auf der kongolesischen Seite liegt die Millionenstadt Goma und der Flughafen Goma. Von dort kommend läuft auf ruandischer Seite die Nationalstraße 2 am Kiwusee entlang in Ost-West-Richtung durch Gisenyi und weiter Richtung Nordosten über Ruhengeri und von dort Richtung Südosten bis nach Kigali.

## Flughafenanlagen
Der Flughafen Gisenyi wird von der Rwanda Airports Company (RAC) betrieben. Er verfügt über eine rund 1000 Meter lange, asphaltierte Landebahn, die sich etwa in Nord-Süd-Richtung erstreckt.

## Zwischenfälle
- Am 28. August 2004 transportierte eine Sud Aviation Caravelle 11R der Trans Air Congo (Luftfahrzeugkennzeichen 3D-KIK) Telekommunikationsgeräte vom Flughafen Ndjili in Kinshasa zum Flughafen Goma, durfte dort jedoch nicht landen. Da der Treibstoff knapp wurde, entschied sich der Kapitän, den benachbarten Flughafen Gisenyi in Ruanda anzusteuern. Die Maschine mit acht Personen an Bord wurde bei der Landung auf der nur 1000 Meter langen Landebahn zerstört. Es gab keine Todesfälle. Dies war der letzte Totalschaden einer Caravelle seit ihrem Erstflug im Mai 1955.[4]